# Helicteres semitriloba
Helicteres semitriloba là một loài thực vật có hoa trong họ Cẩm quỳ. Loài này được Bertero ex DC. mô tả khoa học đầu tiên năm 1824.